# Kombennio
El kombennio era un órgano de tipo asambleario del pueblo samnita, aunque también se encuentra entre otras poblaciones itálicas, que se reunían periódicamente para tomar decisiones.
Esta tipo de asamblea, consejo o senado era de tipo popular y con voto individual. Es asimilada por algunos estudiosos al komparakion, aunque otros eruditos consideran a este último como un órgano distinto.
Cada tribu samnita tenía su propio kombennio. Según la tradición, se reunían periódicamente en determinados lugares, convocados y presididos por el meddix tuticus para deliberar sobre las declaraciones de guerra, la formulación de leyes, la nominación de jefes o la administración de justicia.
Estas asambleas o senados se encontraban en las capitales de las tribus samnitas, como Bovianum, la capital pentronense. No está claro si estas formas de gobierno existían antes de la conquista romana. Sin embargo, a pesar de estas instituciones democráticas, la sociedad samnita seguía dominada por un pequeño grupo de familias aristocráticas como los papii, statii, egnatii y staii.